# Aýdar Kümisbekov
Aýdar Kümisbekov (in kazako Айдар Күмісбеков?, in russo Айдар Нурабекович Кумисбеков?, Ajdar Nurabekovič Kumisbekov; 9 febbraio 1979) è un ex calciatore kazako, di ruolo difensore.

## Palmarès

### Club

#### Competizioni nazionali
- Campionato kazako: 1

Ertis: 2003
- Coppa del Kazakistan: 1

Qaırat: 1999-2000